# Grind, Bohuslän
Grind,  är en sjö i Uddevalla kommun öster om Uddevalla med norra delen i Lane-Ryrs socken och södra i Bäve socken i Bohuslän och ingår i Bäveåns huvudavrinningsområde. Sjön är 13 meter djup, har en yta på 0,775 kvadratkilometer och befinner sig 53 meter över havet. Vid provfiske har bland annat abborre, björkna, gers och gädda fångats i sjön.
Området på sjöns östra sida heter Grindhult. Sjön är cirka 1,6 km lång från den sydligaste viken till den nordligaste och i den södra delen finns en liten ö som kallas Måsön. I sjön finns de vanligaste insjöfiskarna, till exempel gädda, abborre och mört. På sommaren är det en populär badsjö. Strax öster om Grindsjön ligger den lilla Käppsjön och därefter Kyrkesjön. De tre sjöarna ingår i en planerad kanal mellan Uddevalla och Vänersborg som har diskuteras sedan 1600-talet och som fortfarande diskuteras, men som ännu inte har byggts.

## Delavrinningsområde
Grind ingår i delavrinningsområde (647530-127997) som SMHI kallar för Mynnar i Bäveån. Medelhöjden är 83 meter över havet och ytan är 21 kvadratkilometer. Det finns inga avrinningsområden uppströms utan avrinningsområdet är högsta punkten. Byrströmmen som avvattnar avrinningsområdet har biflödesordning 2, vilket innebär att vattnet flödar genom totalt 2 vattendrag innan det når havet efter 8,6 kilometer. Avrinningsområdet består mestadels av skog (61 %), öppen mark (15 %) och jordbruk (18 %). Avrinningsområdet har 0,77 kvadratkilometer vattenytor vilket ger det en sjöprocent på 3,7 %.

## Fisk
Vid provfiske har följande fisk fångats i sjön:
- Abborre
- Björkna
- Gärs
- Gädda
- Mört
- Sutare

## Myter om sjön
Vintern 1965 påstod en man vid namn Richard Höglund att han sett ett tefat landa på sjön när han var ute och promenerade med sin hund på isen. Fallet är känt som "The Helge Case" eller som "The Grind Hult Lake UFO" 